# مگس گلزار
مگس گلزار (نام علمی: Syrphidae) نام یک تیره از فروراسته مگس‌خانگی‌شکلان است.
همانطور که از نام آن‌ها پیداست بیشتر آن‌ها پرواز کنان بر فراز مزارع گل مشاهده می‌شوند.حشرات بالغ از شهد و گرده گل تغذیه می‌کنند ولی لارو آن‌ها از طیف وسیعی از مواد غذایی از جمله لاشه در حال پوسیدن گیاهان و حیوانات تغذیه می‌کنند.لارو بعضی گونه ها، شته‌ها و سایر آفات مکنده شیره گیاه را شکار می‌کنند از این رو نقش مهمی در کنترل آفات گیاهی دارند.شته ها،سالانه در سر تاسر جهان عامل ده‌ها  میلیون دلار خسارت به محصولات کشاورزی هستند به همین دلیل، نقش مگس گلزار به عنوان دشمن طبیعی مهم آفات و عوامل بالقوه برای استفاده در کنترل بیولوژیکی شناخته شده‌است. برخی گونه از انواع بالغ آنها،گرده افشان‌های مهمی می‌باشند.مگس‌های گلزار در همه قاره‌ها به جز قطب جنوب یافت می‌شوند و با وجود شباهت ظاهری به زنبور  وتقلید رفتار آنها، فاقد نیش و زهر می‌باشد و این تقلید رفتار بیشتر ترفندی برای فریب دشمنان است.